# 16073 Gaskin
16073 Gaskin este un asteroid din centura principală de asteroizi.

## Descriere
16073 Gaskin este un asteroid din centura principală de asteroizi. A fost descoperit pe 9 septembrie 1999 la Socorro, New Mexico, în cadrul proiectului LINEAR. Asteroidul prezintă o orbită caracterizată de o semiaxă mare de 2,24 ua, o excentricitate de 0,14 și o înclinație de 4,9° în raport cu ecliptica.